# Р-27 (балистичка ракета)
Р-27 је ознака једне серије руских подморничких ракета средњег домета, које су израђиване у више верзија. Р-27 може, зависно од верзије, носити једну или двије атомске бојеве главе. НАТО ознака за ову ракету је SS-N-6 "Serb". Осим те, понекад се појављује и под ознаком "RSM-25". Вишак ових ракета је коришћен и у цивилне балистичке сврхе.

## Р27
- Маса при старту: 14,200
- Пречник: 1,50
- Дужина: 8,89
- Распон крилца: 1,50
- Број бојевих глава: 1
- Домет: 2.400

## Р27У
- Маса при старту: 14,200
- Пречник: 1,50
- Дужина: 8,89
- Распон крилца: 1,50
- Број бојевих глава: 3: 200 Kt
- Тежина бојеве главе: 650
- Домет: 3.000